# Santa Maria (Aracaju)
Santa Maria é um bairro da Zona de Expansão de Aracaju. Limita-se ao norte com o São Conrado e a Jabotiana, a leste com o Aeroporto, a oeste com o município de São Cristóvão e ao sul com o rio Vaza-Barris. Ainda hoje, o bairro Santa Maria também é conhecido pelo seu antigo nome: Terra Dura.

## Ocupação Inicial
Diferente do que muitos imaginam o Povoado Terra Dura remonta ao final do século XIX, onde viviam sitiantes que produziam frutos tropicais. É nessa mesma época que um projeto de iniciativa particular inicia estudos para a construção do Canal Santa Maria ligando os rios Poxim e Vaza-Barris, o que permitiria a integração entre as duas bacias com vistas ao transporte de cargas e de passageiros entre São Cristóvão e Aracaju. O projeto é abandonado em 1902 sob alegação de inviabilidade técnica e financeira para a dragagem do canal. Desde então, o povoado Terra Dura continuaria isolado e mantendo suas características rurais.

## Anos 1980: Zona de Expansão
Em 01 de outubro de 1982 a Câmara Municipal de Aracaju aprova e a prefeitura sanciona a Lei nº873 que delimita a zona de expansão de Aracaju, incluindo-se a área conhecida como Terra Dura e o canal Santa Maria. Um grande imbróglio jurídico se formou a partir dessa decisão pois muitas das áreas agora incorporadas à Aracaju faziam parte do município de São Cristóvão. Em 1990, outra decisão favorável à Aracaju: A Assembleia Legislativa do Estado de Sergipe confirma a Zona de Expansão de Aracaju através da promulgação da constituição estadual no artigo 37 do Ato das Disposições Transitórias:
Art. 37. Fica alterada a delimitação do Município de Aracaju com o Município de São Cristóvão a partir do Pontal N da barra do rio Vaza-Barris, que passa a ter a seguinte descrição: inicia na foz do rio Vaza-Barris seguindo seu curso até o talvegue até o encontro das águas do seu afluente Santa Maria, seguindo pelo talvegue deste até o ponto em frente à Capela Bom Jesus dos Navegantes no povoado Areia Branca; daí em linha reta até o marco do Mondé da Onça na estrada da Cabrita; daí em linha reta ao marco nas cabeceiras do riacho Palame, somente até o ponto em que esta reta corta o rio Poxim. (Redação dada pela Emenda Constitucional nº 16 de 1999) .
§ 1º Ficam, em conseqüência, alterados os limites do Município de Aracaju com o Município de São Cristóvão a partir do Mondé da Onça, que passa a ter a seguinte descrição: linha reta a partir do Mondé da Onça até o talvegue do rio Santa Maria em frente à Capela Bom Jesus dos Navegantes no povoado Areia Branca; rio Santa Maria até o encontro das águas do rio Vaza-Barris, seguindo pelo talvegue desde até sua foz no oceano Atlântico. (Incluído pela Emenda Constitucional nº 16 de 1999).
§ 2º Com a alteração estabelecida neste artigo, ficam situados no território do Município de Aracaju as localidades denominadas povoado Mosqueiro, povoado Areia Branca, povoado São José, povoado Robalo e povoado Terra Dura, neste compreendendo as localidades Lixeira da Terra Dura e núcleos habitacionais Santa Maria, Maria do Carmo Alves e Antônio Carlos Valadares. (Incluído pela Emenda Constitucional nº 16 de 1999). Fonte: Constituição do Estado de Sergipe.
Essa decisão é contestada pela prefeitura de São Cristóvão que alega inconstitucionalidade da questão uma vez que na época não houve um plebiscito para decidir qual o destino da região, como previa a Constituição Brasileira de 1988. A prefeitura de Aracaju se defende argumentando que essa cessão territorial teve início em 1954 mediante acordos entre as duas prefeituras e o governo do estado. Ademais diz que hoje, após mais de trinta anos de gestão ná área, haveria solução de descontinuidade dos serviços públicos já executados por ela e que teriam que ser reimplantados por São Cristóvão. Até os dias atuais são travadas inúmeras batalhas nas esferas jurídicas do estado e da união. Uma ADIN está protocolada no Supremo Tribunal Federal e deverá dar um fim a essa questão.

## Lixeira
Em 1988, a lixeira do bairro Soledade é desativada e a prefeitura transfere essa atividade para o povoado Terra Dura, construindo um atero sanitário. Uma decisão polêmica e para muitos absurda por ser uma área de grande preservação ambiental até então e também por estar a menos de 20 km do Aeroporto Santa Maria. Ao longo desse tempo diversas colisões entre aeronaves e urubus foram registradas, felizmente nenhuma com graves consequências. Até 2012, a prefeitura estudava a construção de um novo aterro sanitário na zona metropolitana em consórcio com os municípios limítrofes, apesar das críticas da imprensa e de ambientalistas que defendem o tratamento de resíduos sólidos à simples construção de mais um aterro. Porém, em 2013 a prefeitura de Aracaju fechou definitivamente a lixeira do Santa Maria e firmou contrato com a empresa Estre Ambiental, detentora de um complexo de tratamento de resíduos no município de Rosário do Catete

## Início da Urbanização
Pouco após a implantação da lixeira, comunidades migrantes e de outros bairros da periferia de Aracaju começam a ocupar os morros e aterrar os mangues da Terra Dura. O poder público também contribuiu em muito para essa situação ao desfavelizar diversos espaços da capital sergipana e simplesmente "depositar" essas pessoas na Terra Dura, uma área afastada da cidade, longe dos olhos de turistas e da burguesia local. Um dos mais emblemáticos exemplos foi o da demolição da Invasão da Tieta, no bairro Capucho e a remoção de seus moradores para o conjunto Padre Pedro. Antes, um outro conjunto também fora destinado à desfavelização da cidade, o Antônio Carlos Valadares.
Em apenas 10 anos a Terra Dura passa a ser o maior bolsão de pobreza da cidade, superando comunidades como o Porto Dantas e o América. A chegada de migrantes do interior e de estados vizinhos também contribui para o péssimo cenário e logo surgem diversas favelas no próprio bairro como a Prainha, Água Fina, Ponta da Asa, Sovaco da Gata e Morro do Avião, todas sem qualquer infraestrutura básica e repleta de problemas ligados à violência.
Logo a Terra Dura passaria ao estigma de bairro mais perigoso da cidade, seus moradores enfrentavam problemas até para a obtenção de empregos regulares e a presença do estado no bairro era praticamente nula.

## Mudança de nome e melhoramentos públicos
Desde 1999 o bairro Terra Dura passa a ser registrado oficialmente na prefeitura municipal de Aracaju como Santa Maria, numa tentativa de retirar estereótipos sobre seus habitantes. Desde então o bairro começa a ser o principal alvo de ações paternalistas tanto do poder público como de ONG's e de setores ligados a diversas igrejas. Com o adensamento populacional da área o Santa Maria passaria a ter grande peso nas campanhas eleitorais e a classe política começa a trazer benfeitorias para a área. Dentre elas podemos destacar a construção de duas escolas estaduais e duas municipais, dois postos de saúde, uma delegacia de polícia, pavimentação das vias principais e implantação do sistema de transporte e desfavelização de diversas áreas. Recentemente, o bairro começa a abrigar também uma rede de supermercado bastante conhecida no estado, o G. Barbosa e o comércio se diversifica. Porém, tudo isso ainda é muito pouco diante de sua população superior a 40 mil habitantes, a maior de Aracaju.

## Problemas e desafios
O Santa Maria ainda tem muitas questões a resolver: 
O sistema de ônibus ainda é insuficiente para abarcar toda a população e uma rede de táxis comunitários opera em sistema irregular. A prefeitura reprime duramente esses táxis através de apreensão e multa, mas a população é favorável a eles e defende sua regularização.
Muitos de seus moradores vivem abaixo da linha da pobreza e os projetos de inclusão social no bairro ainda são poucos e isolados.
O tráfico de drogas e a violência estampam manchetes dos jornais de Aracaju constantemente. Em 2012, uma rebelião ocorrida no Complexo Penitenciário Antônio Jacinto Filho (COPAJAF), foi destaque nacional por ter durado 28 horas. Após negociações reféns foram libertados e presos recambiados para outros presídios.
O fechamento da lixeira, trouxe uma questão ambiental a ser resolvida diante de um solo altamente contaminado e não resolveu totalmente a questão de catadores de lixo, inclusive menores de idade, que agora se deslocam pelos bairros de Aracaju em carroças para antecipar-se ao caminhão de coleta. Existe uma cooperativa de recicláveis no bairro, mas a burocracia cadastral e o próprio desconhecimento do que é o cooperativismo por um contingente populacional pouco instruído afasta muitas pessoas. O Santa Maria ainda luta para ter reconhecida a sua dignidade.